# Vidoševići
Vidoševići su naselje u općini Travnik, Federacija Bosne i Hercegovine, BiH.

## Stanovništvo

### 1991.
Nacionalni sastav stanovništva 1991. godine, bio je sljedeći:
ukupno: 224
- Hrvati - 147
- Muslimani - 75
- ostali, neopredijeljeni i nepoznato - 2

### 2013.
Nacionalni sastav stanovništva 2013. godine, bio je sljedeći:
ukupno: 142
- Bošnjaci - 72
- Hrvati - 67
- Srbi - 1
- ostali, neopredijeljeni i nepoznato - 2